# Оодхам (язык)
Оодхам (произносится [ˈʔɒʔɒðam]) или Папаго-Пима — один из языков Америки и Мексики. Является языком индейских племён Тохоно-оодхам и Акимель-оодхам.

## Генеалогическая и ареальная информация
Оодхам является языком Юто-ацтекской семьи южной подсемьи тепиманской группы. Распространён на юге Аризоны, штата США, и на севере Соноры, штата Мексики. Зарегистрирован в качестве языка племени в резервациях Марикопа, Хила-Ривер, Солт-Ривер и Тохоно-О’одам.

### Диалекты
У оодхама есть несколько диалектов:
- Оодхам
  - Тохоно оодхам (папаго)
    - Cukuḍ Kuk
    - Gigimai
    - Huhuʼula (Huhuwoṣ)
    - Totoguanh

  - Акимель оодхам (пима)
    - Eastern Gila
    - Kohadk
    - Salt River
    - Western Gila

Наибольшие лексические и грамматические диалектные различия наблюдаются между диалектными группами тохоно оодхам (Папаго) и акимель оодхам (Пима). Некоторые примеры:
| Тохоно оодхам | Акимель оодхам                  | Перевод        |
| ------------- | ------------------------------- | -------------- |
| ʼaʼad         | hotṣ                            | посылать       |
| nhenhida      | tamiam                          | ждать          |
| s-hewhogĭ     | s-heubagĭ                       | быть холодным  |
| sisiṣ         | hoʼiumi (но si꞉ṣpakuḍ, stapler) | пристёгиваться |
| pi꞉ haʼicug   | pi ʼac                          | отсутствовать  |
| wia           | ʼoʼoid                          | охотиться      |

Сильные диалектные различия есть у южных и северных диалектов, например:
| Ранний оодхам | Южный  | Северный | Перевод          |
| ------------- | ------ | -------- | ---------------- |
| *ʼa꞉phi꞉m     | ʼa꞉ham | ʼa꞉pim   | вы               |
| *cu꞉khug      | cu꞉hug | cu꞉kug   | плоть            |
| *ʼe꞉kheg      | ʼe꞉heg | ʼe꞉keg   | быть затемнённым |
| *ʼu꞉pham      | ʼu꞉hum | ʼu꞉pam   | (идти) назад     |

В определённых позициях позициях диалекта Cukuḍ Kuk стоит ноль, когда как в других диалектах тохоно оодхам стоит билабиальный согласный:
| Други диалекты тохоно оодхама | Chukuḍ Kuk | Перевод   |
| ----------------------------- | ---------- | --------- |
| jiwia, jiwa                   | jiia       | приезжать |
| ʼuʼuwhig                      | ʼuʼuhig    | птица     |
| wabṣ                          | haṣ        | только    |
| wabṣaba, ṣaba                 | haṣaba     | но        |

Данная статья фокусируется на диалекте племени Тохоно-оодхам.

## Социолингвистика
У оодхама около 14200 носителей. Язык преподаётся в начальной и средней школе, а также в университете Аризоны.
Начиная с середины 17-го века на оодхам оказывал сильное влияние испанский язык, что сильно отразилось на лексике. Например:
| Испанский  | Padre  | bola | Chino   | granado     | pico   |
| Оодхам     | Pa:l   | bohl | Ci:no   | galnayo     | pi:go  |
| Английский | Father | ball | Chinese | pomegranate | pickax |

Подавляющее большинство носителей Оодхама также знает английский. В целом, наблюдается снижение числа носителей.

## Фонетика и фонология

### Системы фонем

#### Система согласных фонем:[5]
|                    |               | Лабиальные | Дентальные | Альвеолярные | Постальвеолярные | Ретрофлексные | Палатальные | Велярные | Глоттальные |
| ------------------ | ------------- | ---------- | ---------- | ------------ | ---------------- | ------------- | ----------- | -------- | ----------- |
| Носовые            | Носовые       | m /m/      |            | n /n/        |                  |               | ñ /ɲ/       | ŋ /ŋ/    |             |
| Взрывные/аффрикаты | Глухие        | p /p/      |            | t /t/        | c /t͡ʃ/           |               |             | k /k/    | ' /ʔ/       |
| Взрывные/аффрикаты | Звонкие       | b /b/      |            |              | j /d͡ʒ/           | ḍ /ɖ/         |             | g /g/    | ' /ʔ/       |
| Фрикативные        | Фрикативные   |            | d /ð/      | s /s/        |                  | ṣ /ʂ/         |             |          | h /h/       |
| Аппроксиманты      | Аппроксиманты | w /w/      |            |              |                  |               | y /j/       | (w /w/)  |             |
| Тэпы               | Тэпы          |            |            |              |                  | l /ɺ̢/         |             |          |             |

##### Особенности реализации согласных фонем[6]
- /p/, /t/, /k/ и /t͡ʃ/ слегка аспирированы, но в позиции в конце слова и между гласных они становятся преаспирироваными
- /m/, /n/, /ŋ/, /w/ и /ɺ̢/ оглушаются, если не стоят перед звонким согласным, гортанной смычкой или в конце слова
- /b/, /ð/, /g, /ɖ/ и /d͡ʒ/ оглушаются и глоттализуются, если не стоят перед звонким согласным, гортанной смычкой или в конце слова

#### Система гласных фонем:[5]
|         | Передние | Центральные | Задние |
| ------- | -------- | ----------- | ------ |
| Верхние | i /i/    | e /ɨ/       | u /u/  |
| Нижние  |          | a /a/       | o /ɒ/  |

Также оодхам различает краткие и долгие гласные. Долгота гласного в официальной орфографии обозначается двоеточием.
В каждой ячейке каждой таблицы справа и в косых чертах расположена фонема, слева — её обозначающая буква в официальной орфографии.

##### Ударение
Первичное ударение обычно падает на первый слог, вторичные ударения падают на каждый нечётный слог слова, однако побочное ударение не ставится на последний и нечётный слог, если в слове больше одной морфемы.

## Типологическая характеристика

### Тип выражения грамматических значений
Оодхам является преимущественно синтетическим языком.
| (1) | t                                        | o   | golonad                    | g   | sa'i  | g   | Klisti:na |
|     | 3SG.PFV.AUX                              | FUT | сгребать.граблями.IPFV.FUT | DET | трава | DET | Кристина  |
|     | 'Кристина будет сгребать граблями траву' |     |                            |     |       |     |           |

Форма будущего времени несовершенного вида требует присоединения суффикса 'ad' к основе на согласный или 'd' к основе на гласный основного глагола.
| (2) | hegam                | 'o           | 'e-hu:kajid             |
|     | 3SG.PFV.AUX          | 3PL.IPFV.AUX | 3SG.REFL-согревать.IPFV |
|     | 'Они согревают себя' |              |                         |

При помощи специального префикса и присоединения его к глаголу можно сделать глагол возвратным. Префикс согласуется с лицом и числом подлежащего.

### Границы между морфемами
Оодхам является преимущественно фузионным языком.
| (3) | hegai                                   | 'alĭ       | 'o           | a:cim    | t-kuḍut                  |
|     | 3SG.DEM                                 | ребёнок.SG | 3SG.IPFV.AUX | 1PL.PRON | 1PL.IPFV-раздражать.IPFV |
|     | 'Этот ребёнок раздражает/раздражал нас' |            |              |          |                          |

| (4) | hegai                                   | 'alĭ       | 'o           | t-kuḍut                  |
|     | 3SG.DEM                                 | ребёнок.SG | 3SG.IPFV.AUX | 1PL.IPFV-раздражать.IPFV |
|     | 'Этот ребёнок раздражает/раздражал нас' |            |              |                          |

Префикс 't' в примере (3) и (4) выражает как число, так и лицо, и указывает на прямое дополнение "нас". Местоимение 1 лица множественного числа ' 'a:cim ' не обязательно и может опускаться, как показано в примере (4).
| (5) | Mali:ya                          | 'o           | 'am  | ñ-ba'ic       | dahă        |
|     | Мария                            | 3SG.IPFV.AUX | SPEC | 1SG-перед.LOC | сидеть.IPFV |
|     | 'Мария сидит/сидела передо мной' |              |      |               |             |

Особо сильную фузию демонстрирует вспомогательный глагол, который выражает наклонение и вид и согласуется с подлежащим по лицу и числу. Его можно увидеть во всех предыдущих примерах (1-5). Различают долгие и краткие формы.
Таблица склонения вспомогательного глагола несовершенного вида:
|     | Долгая форма | Краткая форма | Долгая форма | Краткая форма |
| 1PS | 'añ          | ñ             | 'ac          | с             |
| 2PS | 'ap          | p             | 'am          | m             |
| 3PS | 'o           | 'o            | 'o           | 'o            |

Таблица склонения вспомогательного глагола совершенного вида:
|     | Долгая форма | Краткая форма | Долгая форма | Краткая форма |
| 1PS | 'ant         | nt            | 'att         | tt            |
| 2PS | apt          | pt            | 'amt         | mt            |
| 3PS | 'at          | t             | 'at          | t             |

### Локус маркирования в посессивной группе
Оодхам демонстрирует разные типы маркирования в зависимости от ситуации
| (6) | ñ-pa:la                                | 'o           | 'am  | ke:k        | ki:    | ba:ṣo   |
|     | 1SG.POSS-лопата                        | 3SG.IPFV.AUX | SPEC | стоять.IPFV | дом.SG | впереди |
|     | 'Моя лопата стоит/стояла впереди дома' |              |      |             |        |         |

Если обладатель представлен в виде местоимения, то принадлежность выражается специальным префиксом у обладаемого.
| (7) | g           | ki:-j   | g   | huan |
|     | DET         | дом-GEN | DET | Хуан |
|     | 'Дом Хуана' |         |     |      |

| (8) | g                | ki:-j   | ooga-j   | g   | huan |
|     | DET              | дом-GEN | отец-GEN | DET | Хуан |
|     | 'Дом отца Хуана' |         |          |     |      |

В ситуации с существительными, показатель принадлежности, выражающийся генитивом, ставится у обладаемого.
| (9) | g           | huan | ki: |
|     | DET         | Хуан | дом |
|     | 'Дом Хуана' |      |     |

| (10) | g                | ki:-j | g   | huan | oog  |
|      | DET              | дом   | DET | Хуан | отец |
|      | 'Дом отца Хуана' |       |     |      |      |

| (11) | g                | ooga-j   | ki: | g   | huan |
|      | DET              | отец-GEN | дом | DET | Хуан |
|      | 'Дом отца Хуана' |          |     |     |      |

Маркер генитива предиката не используется если любая составляющая его аргумента ему непосредственно предшествует.

### Локус маркирования в предикации
Оодхам демонстрирует вершинное маркирование.
| (12) | 'a:ñi                           | 'an           | kegcid       | g   | mansa:na | m-we:hejeḍ   | 'a:pi    |
|      | 1SG.PRON                        | 1.SG.IPFX.AUX | чистить.IPFV | DET | яблоко   | 2PL.IPFV-для | 2SG.PRON |
|      | 'Я чищу/чистил яблоко для тебя' |               |              |     |          |              |          |

В любом предложении на языке оодхам обязателен вспомогательный глагол, что позволяет трактовать его показатели (число и лицо подлежащего) как показатели на основном глаголе. Также в оодхаме отсутствуют падежи.

### Тип ролевой кодировки
Оодхам демонстрирует нулевое маркирование:
| (13) | S-he:pid                   | 'o           | g   | su:dagi |
|      | SPEC-холодный              | 3SG.IPFV.AUX | DET | вода    |
|      | 'Вода (есть/была) холодна' |              |     |         |

В этом примере видна особенность оодхама: в нём роль прилагательных выполняют специальные глаголы состояния, большинство из которых маркированы приставкой 's'
| (14) | 'a:cim        | 'ac          | hihim     |
|      | 1PL.PRON      | 1PL.IPFV.AUX | идти.IPFV |
|      | 'Мы идём/шли' |              |           |

| (15) | 'a:cim                | 'att        | o   | hihi     | 'am  | tianda     | wui    |
|      | 1PL.PRON              | 1PL.PFV.AUX | FUT | идти.PFV | SPEC | магазин.SG | вперёд |
|      | 'Мы пойдём в магазин' |             |     |          |      |            |        |

| (16) | hegai                               | ceoj       | 'o           | ñ-ma:k               | g   | lu:lsi     | 'a:ñi    |
|      | DEM                                 | мальчик.SG | 3SG.IPFV.AUX | 1SG.IPFV-давать.IPFV | DET | конфета.SG | 1SG.PRON |
|      | Этот мальчик даёт/давал мне конфету |            |              |                      |     |            |          |

### Базовый порядок слов
Порядок слов в оодхаме в основном свободный, с тем ограничением, что вспомогательный глагол, (он есть в любом предложении в оодхаме), ставится на второе место в изъявительных предложениях.
| (17) | Huan                                   | 'o           | g   | Husi | ka:     |
|      | Хуан                                   | 3SG.IPFV.AUX | DET | Хуси | слышать |
|      | 'Хуан слышит Хуси / Хуси слышит Хуана' |              |     |      |         |

Все следующие предложения переводятся как (17):
- Huan 'o ka: g Husi
- Husi 'o g Huan ka:
- Husi 'o ka: g Huan
- Ka: 'o g Huan g Husi
- Ka: 'o g Husi g Huan

## Список сокращений
1 — 1 лицо
2 — 2 лицо
3 — 3 лицо
AUX — вспомогательный глагол
DEM — указательное местоимение
DET — Детерминатив
FUT — будущее время
IPFV — несовершенный вид
PFV — совершенный вид
PL — множественное число
POSS — притяжательное местоимение
PRON — личное местоимение
REFL — возвратный префикс
SG — единственное
SPEC — спецификатор
STAT — глагол состояния